# ストロッツァ
ストロッツァ（伊: Strozza  ( 音声ファイル)）は、イタリア共和国ロンバルディア州ベルガモ県にある、人口約1,100人の基礎自治体（コムーネ）。

## 地理

### 位置・広がり
ベルガモ県西部、ヴァッレ・イマーニャのコムーネ。県都ベルガモから北西へ11km、州都ミラノから北東へ46kmの距離にある。

#### 隣接コムーネ
隣接するコムーネは以下の通り。
- アルメンノ・サン・バルトロメーオ
- アルメンノ・サン・サルヴァトーレ
- カピッツォーネ
- ロンコラ
- ウビアーレ・クラネッツォ

### 地震分類
イタリアの地震リスク階級 (it) では、3 に分類される
。

## 行政

### 山岳部共同体
広域行政組織である山岳部共同体「ヴァッレ・イマーニャ山岳部共同体」  (it:Comunità montana Valle Imagna)  （事務所所在地：サントモボーノ・テルメ）を構成するコムーネである。

### 分離集落
ストロッツァには、以下の分離集落（フラツィオーネ）がある。
- Amagno, Cà Campo, Cabrozzo